# Papilio schmeltzi
Papilio schmeltzi là một loài bướm thuộc họ Bướm phượng (Papilionidae). 
Loài Papilio schmeltzi được mô tả năm 1869 bởi Herrich-Schäffer. Loài bướm Papilio schmeltzi sinh sống ở Fiji.

## Hình ảnh

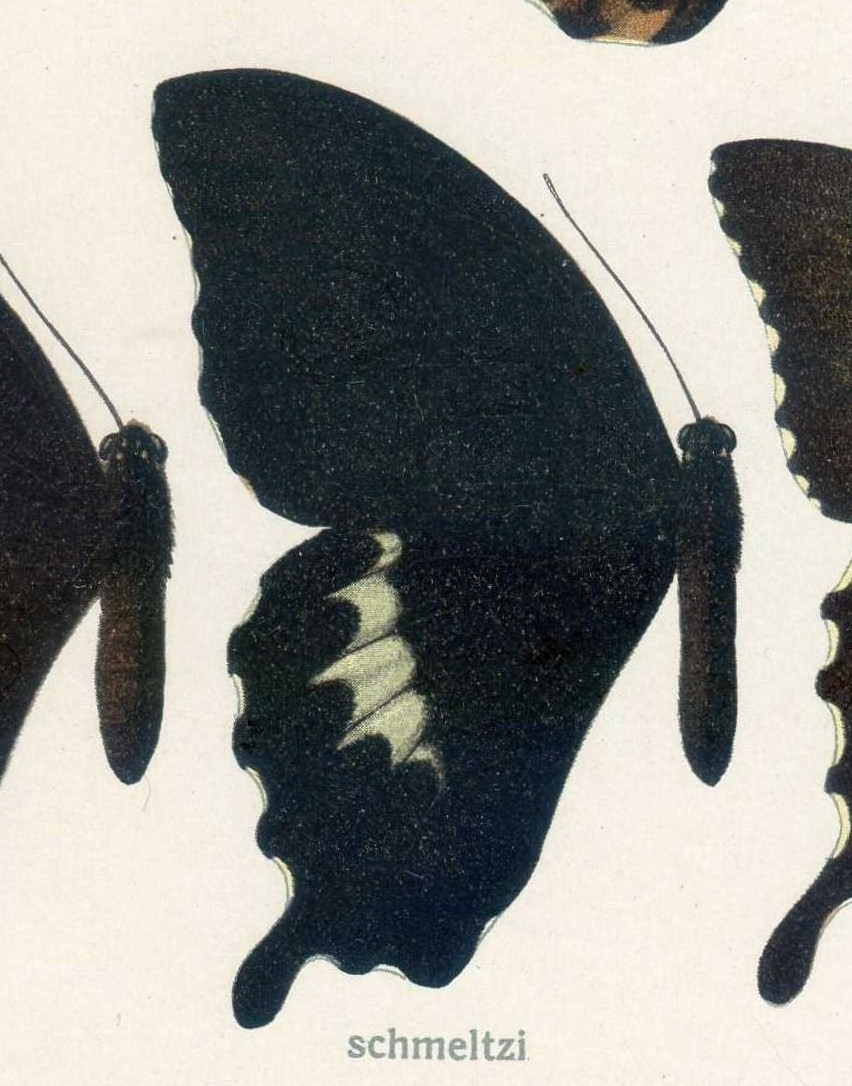
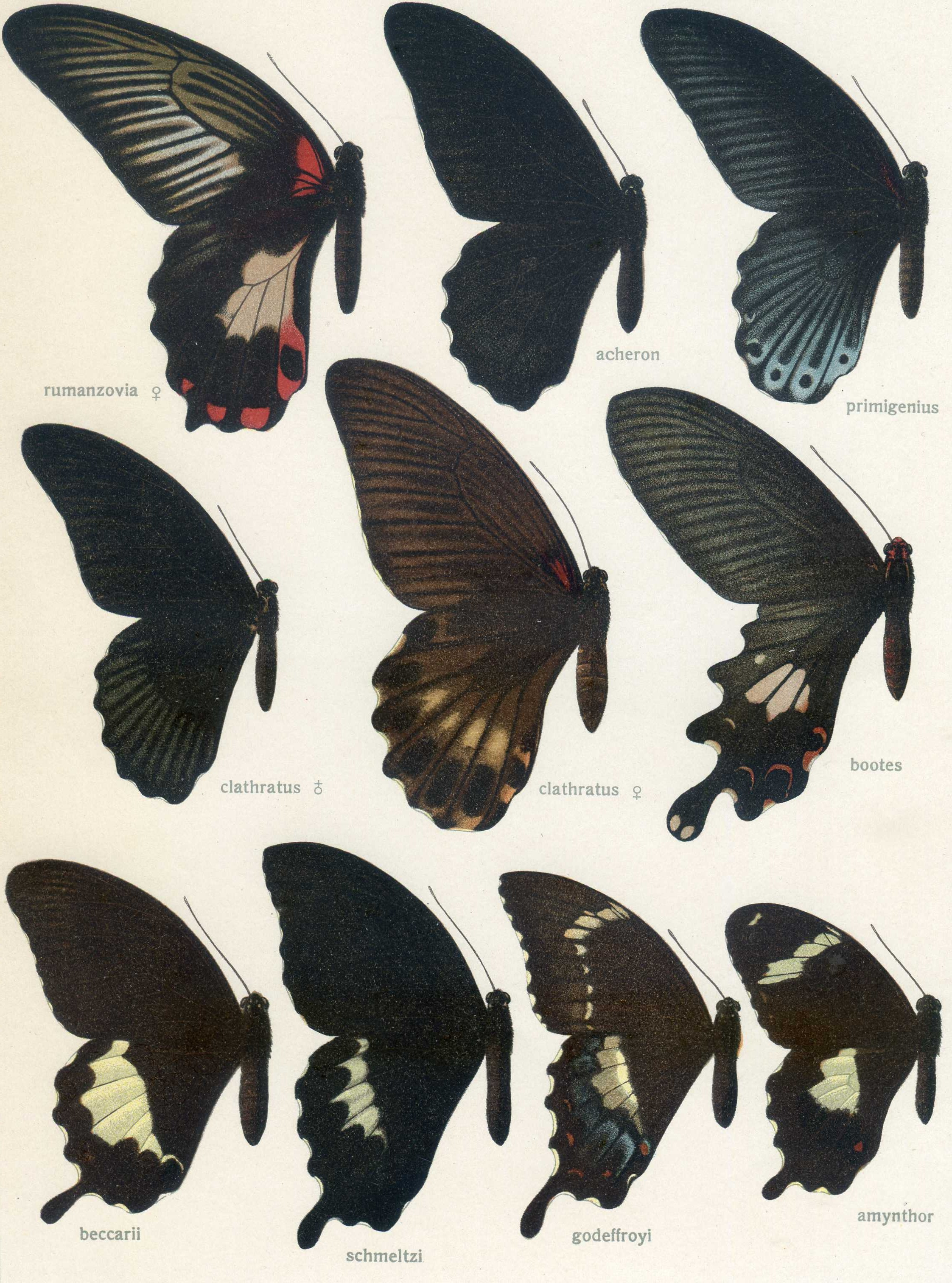
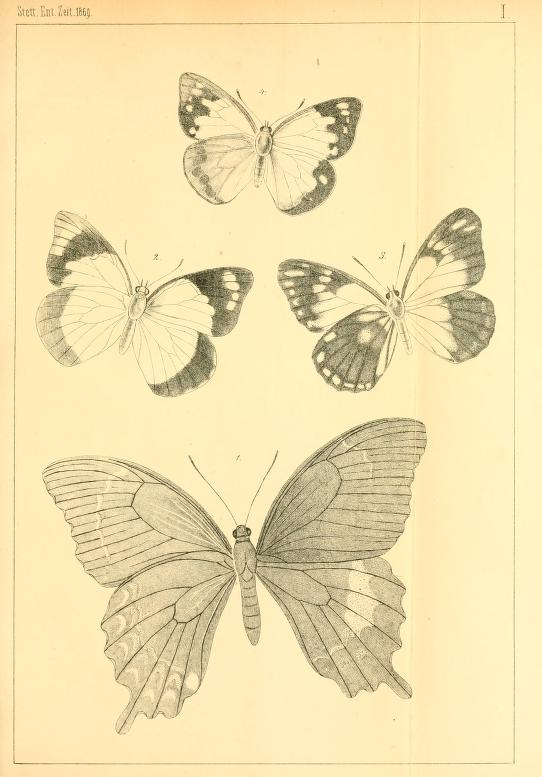